# Justice League (Original Motion Picture Soundtrack)
Justice League (Original Motion Picture Soundtrack) è un album in studio del compositore statunitense Danny Elfman, pubblicato il 10 novembre 2017. L'album contiene la colonna sonora del film Justice League.

## Descrizione
È stata distribuita digitalmente il 10 novembre 2017 e su supporti fisici l'8 dicembre 2017 dalla WaterTower Music.

## Tracce
Musiche di Danny Elfman (eccetto dove indicato).
1. Sigrid Raabe – Everybody Knows (musica: Leonard Cohen e Sharon Robinson)
2. The Justice League Theme – Logos
3. Hero's Theme
4. Batman on the Roof
5. Enter Cyborg
6. Wonder Woman Rescue
7. Hippolyta's Arrow
8. The Story of Steppenwolf
9. The Amazon Mother Box
10. Cyborg Meets Diana
11. Aquaman in Atlantis
12. Then There Were Three
13. The Tunnel Fight
14. The World Needs Superman
15. Spark of The Flash
16. Friends and Foes
17. Justice League United
18. Home
19. Bruce and Diana
20. The Final Battle
21. A New Hope
22. Anti-Hero's Theme
23. Gary Clark Jr. e Junkie XL – Come Together (musica: Lennon-McCartney)
24. The White Stripes – Icky Thump (musica: Jack White)
25. The Tunnel Fight (Full Length)
26. The Final Battle (Full Length)
27. Mother Russia